# Wolfgang Michaël Scheck
Wolfgang Michaël Scheck (Hamburg, 24 juli 1933 - 14 augustus 2019) was een Duits-Belgisch hoboïst, koordirigent en pedagoog.

## Levensloop
Michaël Scheck was de zoon van musicus en muziekleraar Gustav Scheck en studeerde aan de Muziekhogeschool van Freiburg, die door zijn vader was opgericht en aan de Koninklijke Conservatoria Antwerpen en Brussel. Vanaf 1957 werkte hij als uitvoerder en pedagoog. Van 1961 tot 1974 was hij eerste hoboïst van de Filharmonie van Antwerpen. Als solist, lid van kamermuziekensembles en dirigent, concerteerde hij in de meeste Europese landen, de Verenigde Staten, Japan, Zuid-Afrika en de Filipijnen.
Hij was stichtend lid van Camerata en in 1973 stichtte hij het Antwerps Bachkoor (1973-1991), dat oude en eigentijdse muziek bracht en internationale bekendheid verwierf.
Als lesgever was hij verbonden aan diverse conservatoria en hij werd professor koordirectie aan het Gentse conservatorium. Hij was actief in jeugdateliers en muziekscholen, in het deeltijds kunstonderwijs, en als leraar koordirectie aan de Koninklijke Conservatoria van Antwerpen en Gent. Hij was ook jurylid in binnen- en buitenland. Hij werkte mee aan de herstructurering van de muziekscholen en van het hoger kunstonderwijs in Vlaanderen.
Van 1991 tot 1995 was hij directeur van het Koninklijk Vlaams conservatorium van Antwerpen. In 1996-1997 was hij hoogleraar en hoofd van het Departement Dramatische Kunst, Muziek en Dans van de Hogeschool Antwerpen, aansluitend periodiek gastprofessor kamermuziek, koor en koordirectie. In 1998 richtte hij het Studiecentrum voor de Vlaamse Muziek op en in 2006 werd hij verkozen tot voorzitter van de Arbeitsgemeinschaft Europäischer Chorverbände (AGEC) en bleef dit tot 2011.
In 2001 werd hij door de Europalia International Foundation belast met de muzikale programmering van de festivals Bulgarije 2002 en Italië 2003.
Scheck was een grote promotor van de studie en de uitvoering van muziekwerk van Vlaamse componisten.
Het werk An die Musik (2008) werd gecomponeerd door Vic Nees ter gelegenheid van Schecks 75e verjaardag.
Scheck was de vader van het Antwerps gemeenteraadslid en schepen Tatjana Scheck.

## Publicaties
- Handboek voor koordirigenten (samen met Juliaan Wilmots)
- Vlaams romantisch koorboek (als samensteller)